# Waterpolo als Jocs Olímpics d'estiu de 1964
Als Jocs Olímpics d'Estiu de 1964 celebrats a la ciutat de Tòquio (Japó) es disputà una prova de waterpolo en categoria masculina. La competició se celebrà entre els dies 11 i 18 d'octubre de 1964.

## Comitès participants
Hi participaren un total de 137 jugadors de 13 comitès nacionals diferents:
| - Alemanya - Austràlia - Bèlgica - Brasil - Estats Units | - Hongria - Itàlia - Iugoslàvia - Japó | - Països Baixos - República Àrab Unida - Romania - Unió Soviètica |

## Resum de medalles
| Prova     | Or | Argent | Bronze |
| Waterpolo | Hongria Miklos Ambrus László Felkai Janos Konrad Zoltán Dömötör Tivadar Kanizsa Péter Rusorán György Kárpáti Mihály Mayer Dezső Gyarmati Denes Pocsik András Bodnár | Iugoslàvia Milan Muškatirović · Ivo Trumbić · Vinko Rosić · Zlatko Šimenc · Božidar Stanišić · Ante Nardeli · Zoran Janković · Mirko Sandić · Frane Nonković · Ozren Bonačić · Karlo Stipanić | Unió Soviètica Igor Grabovsky · Vladimir Kuznetsov · Boris Grishin · Boris Popov · Nikolai Kalashnikov · Zenon Bortkevich · Nikolai Kuznetsov · Vladimir Semenov · Viktor Ageev · Leonid Osipov · Eduard Egorov |

## Medaller
| Posició | País           | Or | Argent | Bronze | Total |
| 1       | Hongria        | 1  | 0      | 0      | 1     |
| 2       | Iugoslàvia     | 0  | 1      | 0      | 1     |
| 3       | Unió Soviètica | 0  | 0      | 1      | 1     |

### Primera fase
Grup A
| Equip   | Pts | J | G | E | P | GF | GC |
| ------- | --- | - | - | - | - | -- | -- |
| Itàlia  | 4   | 2 | 2 | 0 | 0 | 9  | 6  |
| Romania | 2   | 2 | 1 | 0 | 1 | 12 | 8  |
| Japó    | 0   | 2 | 0 | 0 | 2 | 7  | 14 |

| 11 d'octubre |     |         |
| Itàlia       | 4–3 | Romania |
| 12 d'octubre |     |         |
| Itàlia       | 5–3 | Japó    |
| 13 d'octubre |     |         |
| Japó         | 4–9 | Romania |

Grup B
| Equip          | Pts | J | G | E | P | GF | GC |
| -------------- | --- | - | - | - | - | -- | -- |
| Unió Soviètica | 4   | 2 | 2 | 0 | 0 | 9  | 2  |
| Alemanya       | 2   | 2 | 1 | 0 | 1 | 5  | 4  |
| Austràlia      | 0   | 2 | 0 | 0 | 2 | 1  | 9  |

| 11 d'octubre   |     |           |
| Unió Soviètica | 6–0 | Austràlia |
| 12 d'octubre   |     |           |
| Unió Soviètica | 3–2 | Alemanya  |
| 13 d'octubre   |     |           |
| Austràlia      | 1–3 | Alemanya  |

Grupo C
| Equip         | Pts | J | G | E | P | GF | GC |
| ------------- | --- | - | - | - | - | -- | -- |
| Iugoslàvia    | 6   | 3 | 3 | 0 | 0 | 17 | 3  |
| Països Baixos | 4   | 3 | 2 | 0 | 1 | 11 | 13 |
| Estats Units  | 2   | 3 | 1 | 0 | 2 | 12 | 9  |
| Brasil        | 0   | 3 | 0 | 0 | 3 | 3  | 18 |

| 11 d'octubre |     |               |
| Brasil       | 2–3 | Països Baixos |
| Iugoslàvia   | 2–1 | Estats Units  |
| 12 d'octubre |     |               |
| Iugoslàvia   | 7–2 | Països Baixos |
| Estats Units | 7–1 | Brasil        |
| 13 d'octubre |     |               |
| Iugoslàvia   | 8–0 | Brasil        |
| Estats Units | 4–6 | Països Baixos |

Grupo D
| Equip                | Pts | J | G | E | P | GF | GC |
| -------------------- | --- | - | - | - | - | -- | -- |
| Hongria              | 4   | 2 | 2 | 0 | 0 | 16 | 1  |
| Bèlgica              | 2   | 2 | 1 | 0 | 1 | 8  | 10 |
| República Àrab Unida | 0   | 3 | 0 | 0 | 3 | 6  | 17 |

| 11 d'octubre         |      |                      |
| Hongria              | 11–1 | República Àrab Unida |
| 12 d'octubre         |      |                      |
| Hongria              | 5–0  | Bèlgica              |
| 13 d'octubre         |      |                      |
| República Àrab Unida | 5–8  | Bèlgica              |

### Semifinals
Els dos equips classificats de cada grup s'enfronten a uns altres dos equips, mantenint els resultats de la primera fase. Procés que també s'utilitzà per a la fase final.
Grup A/B
| Equip          | Pts | J | G | E | P | GF | GC |
| -------------- | --- | - | - | - | - | -- | -- |
| Unió Soviètica | 5   | 3 | 2 | 1 | 0 | 7  | 4  |
| Itàlia         | 4   | 3 | 2 | 0 | 1 | 6  | 6  |
| Romania        | 3   | 3 | 1 | 1 | 1 | 10 | 10 |
| Alemanya       | 0   | 3 | 0 | 0 | 3 | 7  | 10 |

| 14 d'octubre   |     |                |
| Itàlia         | 0–2 | Unió Soviètica |
| Romania        | 5–4 | Alemanya       |
| 15 d'octubre   |     |                |
| Itàlia         | 2–1 | Alemanya       |
| Unió Soviètica | 2–2 | Romania        |

Grupo C/D
| Equip         | Pts | J | G | E | P | GF | GC |
| ------------- | --- | - | - | - | - | -- | -- |
| Iugoslàvia    | 5   | 3 | 2 | 1 | 0 | 17 | 8  |
| Hongria       | 5   | 3 | 2 | 1 | 0 | 15 | 9  |
| Països Baixos | 2   | 3 | 1 | 0 | 2 | 14 | 18 |
| Bèlgica       | 0   | 3 | 0 | 0 | 3 | 7  | 18 |

| 14 d'octubre  |     |               |
| Hongria       | 6–5 | Països Baixos |
| Iugoslàvia    | 6–2 | Bèlgica       |
| 15 d'octubre  |     |               |
| Països Baixos | 7–5 | Bèlgica       |
| Iugoslàvia    | 4–4 | Hongria       |

### Fase final

#### 5è-8è lloc
| Equip         | Pts | J | G | E | P | GF | GC |
| ------------- | --- | - | - | - | - | -- | -- |
| Romania       | 4   | 3 | 2 | 0 | 1 | 14 | 10 |
| Alemanya      | 4   | 3 | 2 | 0 | 1 | 14 | 12 |
| Bèlgica       | 2   | 3 | 1 | 0 | 2 | 13 | 15 |
| Països Baixos | 2   | 3 | 1 | 0 | 2 | 12 | 16 |

| 17 d'octubre |     |               |
| Romania      | 6–1 | Països Baixos |
| Alemanya     | 5–3 | Bèlgica       |
| 18 d'octubre |     |               |
| Romania      | 3–5 | Bèlgica       |
| Alemanya     | 5–4 | Països Baixos |

#### 1r-4t lloc
| Equip          | Pts | J | G | E | P | GF | GC |
| -------------- | --- | - | - | - | - | -- | -- |
| Hongria        | 5   | 3 | 2 | 1 | 0 | 12 | 7  |
| Iugoslàvia     | 5   | 3 | 2 | 1 | 0 | 8  | 5  |
| Unió Soviètica | 2   | 3 | 1 | 0 | 2 | 4  | 7  |
| Itàlia         | 0   | 3 | 0 | 0 | 3 | 2  | 7  |

| 17 d'octubre   |     |                |
| Itàlia         | 1–3 | Hongria        |
| Iugoslàvia     | 2–0 | Unió Soviètica |
| 18 d'octubre   |     |                |
| Itàlia         | 1–2 | Iugoslàvia     |
| Unió Soviètica | 2–5 | Hongria        |